# CFF BDe 4/4

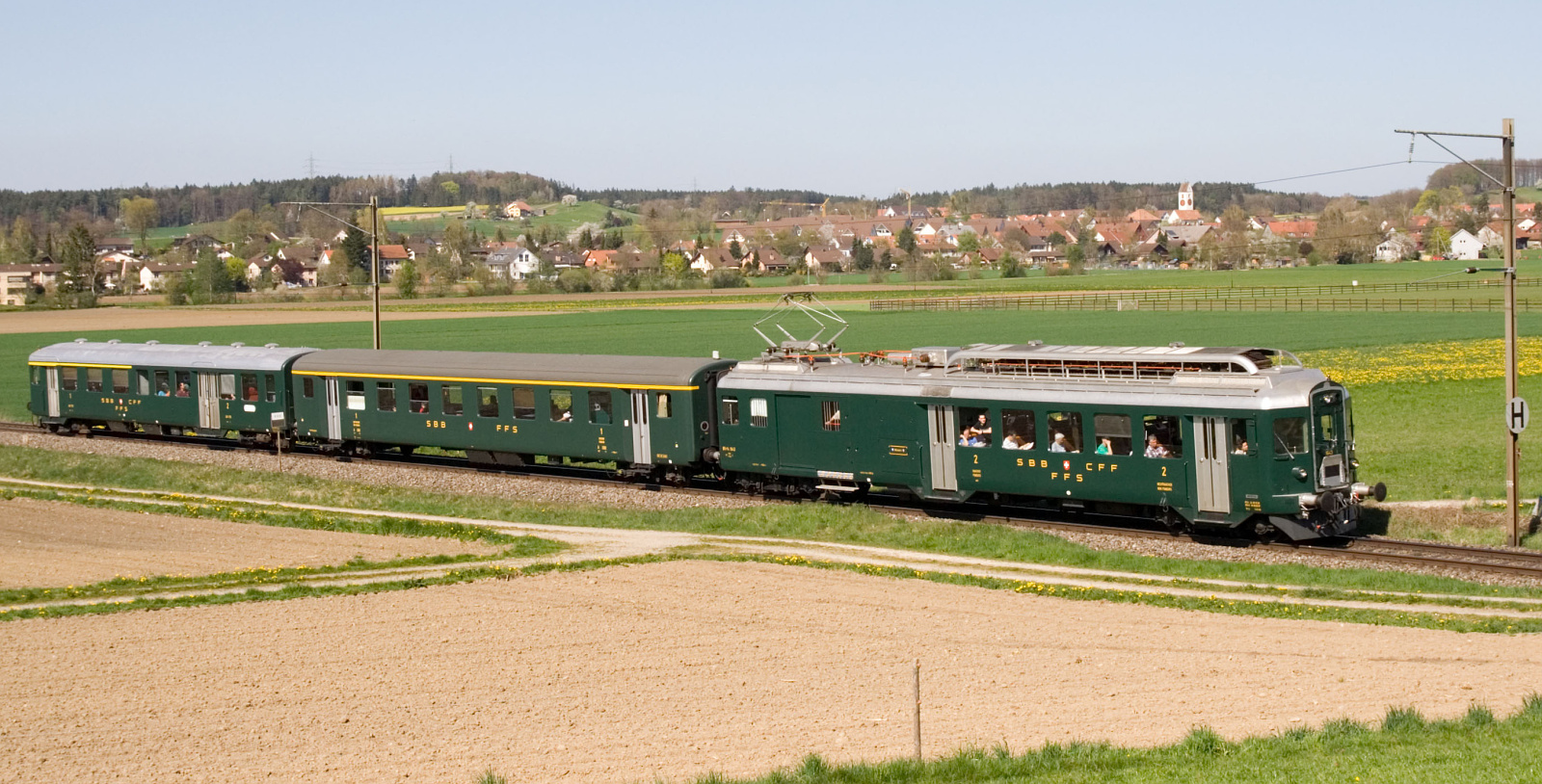
Train historique BDe 4/4 avec A vu I et ABt légère

Les BDe 4/4 sont des automotrices des Chemins de fer fédéraux suisses. Leur principal rôle était de tracter les trains régionaux sur les lignes secondaires.

## Historique

### Véhicules sauvegardés
- BDe 4/4 1632 : appartient à Swisstrain, stationnée à Balsthal OeBB ;
- BDe 4/4 1643 : véhicule historique depuis 1996, appartient à SBB Historic ;
- BDe 4/4 1646 : anciennement « Hirondelle », locomotive du train-exposition pour les écoles. Depuis 2005 à SBB Historic ;
- OeBB BDe 4/4 641, ex-CFF BDe 4/4 1641 (repris en 1997 par OeBB, de 2014 à 2017 chez DSF Koblenz puis ferraillé)[1]
- OeBB BDe 4/4 651, ex-CFF BDe 4/4 1651 (repris en 1997 par OeBB, ferraillé en 2017)[2]

## Technique

### Réversibilité
La série des BDe 4/4 était compatible avec certaines voitures-pilotes pour former des rames réversibles :
- ABt 50 85 37-03 900 à 919
- ABt 50 85 38-33 906 à 921
- ABt 50 85 38-33 930 à 937
- Bt 50 85 28-33 900 à 905
- Bt 50 85 29-33 900 à 902

## Modélisme ferroviaire
La BDe 4/4 a été reproduite par HAG à l'échelle HO. De petites séries à l'N ont été produites (Wabu) ou annoncées (Lematec).